# NASAドッキング機構

NASAドッキングシステム（上部にアクティブな両性具有のバリアント、下部に永続的にパッシブなバリアント）。アクティブリングのメカニカルラッチ（ガイドペタルに表示）は、接触とキャプチャのためにパッシブセクションにクランプする。

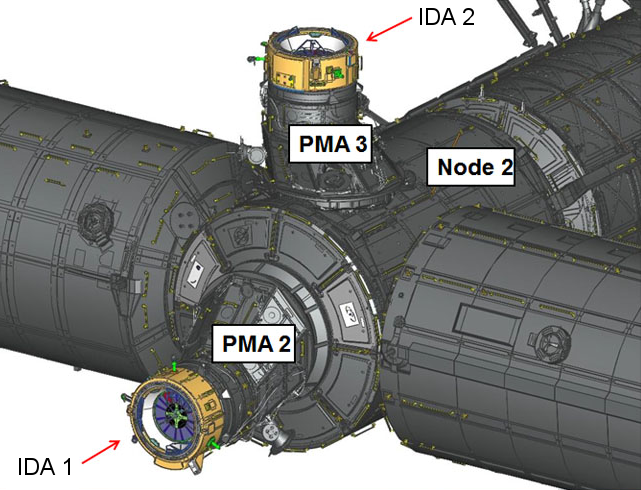
示されているIDAは、HarmonyノードのPMA-2およびPMA-3に接続されている。

NASAドッキング機構（英語: NASA Docking System（NDS））は、オリオン宇宙船やコマーシャルクルー宇宙機のドラゴンやスターライナーなどの米国の有人宇宙飛行宇宙機のドッキングおよび係留機構である。NDSは、NASAによる国際標準ドッキングシステム（IDSS）の実装であり、国際宇宙ステーション多国間調整委員会（MCB）による国際標準宇宙船ドッキング制作の試みである。国際的な低衝撃ドッキングシステム（iLIDS） は、NDSの前身である。NDSブロック1は、IDSS基準を満たすために、テキサス州ヒューストンのボーイング社によって設計および製造され、2017年1月まで設計認定試験が行われた。
NASAは、ISS与圧結合アダプタで使用されていた旧式のAPAS-95ドッキングシステムをNASAドッキングシステムに変更するために、国際ドッキングアダプタを開発した。最初のIDAであるIDA-1は、もともとノード2前方ハッチにあるPMA-2に取り付けられる予定であり、IDA-2はノード2の天頂ハッチにあるPMA-3に取り付けられる予定であった。 IDA-1は打ち上げ失敗により消失した後、IDA-2はPMA-2に接続できるように再スケジュールされた。2016年7月にSpaceXのスペースX CRS-9ミッションで発射され、その年の8月に第48次長期滞在の一部として船外活動中にPMA-2に取り付けられた。IDA-3は、IDA-1が消失した後に着工し、迅速に製造するため主にスペアパーツで作られた。 IDA-3は、2019年7月25日にスペースX CRS-18で発射され、1か月後の8月21日にNASAの宇宙飛行士ニック・ヘイグとアンドリュー・モーガンによってエクスペディション60の一部として取り付けられた。

## 設計
NDSドッキングメカニズムは両性具有であり、衝撃の少ない技術を使用した最初のシステムであり、ドッキングと停泊の両方を可能にする最初のシステムである。自律型ドッキングとパイロットドッキングの両方をサポートし、緊急時のドッキング解除のための火工品を備えている。結合されると、NDSインターフェースは電力、データ、コマンド、空気、通信を移送でき、将来の実装では、水、燃料、酸化剤および加圧剤も移送できるようになる。乗組員と貨物の輸送のための通路の直径は800ミリメートル (31 in)。
NDSの形式と機能は、国際宇宙ステーションのドッキングポートと与圧結合アダプタにすでに使用されているシャトル/ソユーズAPAS-95機構に類似している。ISSの米国セグメントで使用されている大きな共通結合機構、日本のH-II Transfer Vehicle、スペースX社のドラゴン 、およびオービタル・サイエンシズのシグナス宇宙船との互換性はない。

## 歴史

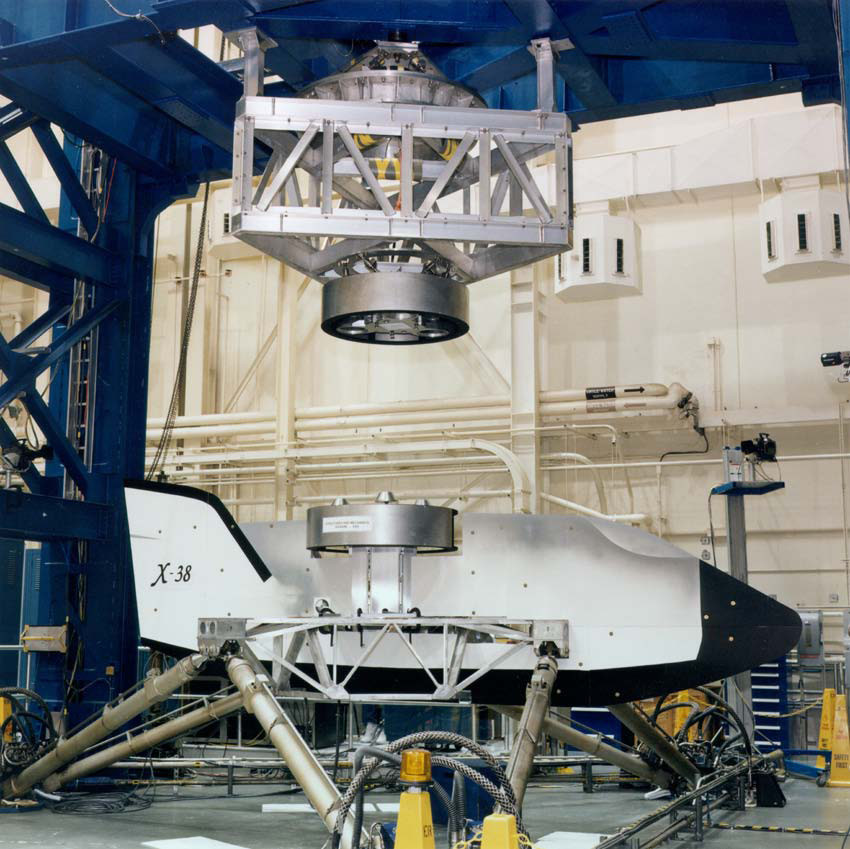
X-38低衝撃ドッキングシステムのテスト。

1996年、ジョンソン宇宙センター（JSC）は、高度ドッキング停泊システム開発を開始した。これは、後にX-38低衝撃ドッキングシステムと呼ばれている 。2002年に、X-38がキャンセルされた後、マッチングシステムの開発は続けられたが、その将来は不明であった。2004年、ジョージ・W・ブッシュ大統領は、ビジョン・フォー・スペース・エクスプロレーション発表し、それに応じてNASAの2005年探査システム構成研究が作成され、乗員探査船（後にオリオンと呼ばれる）および該当するすべての将来の探査船に低衝撃ドッキングシステム（LIDS）を使用することを推奨した。
ハッブル宇宙望遠鏡は、STS-125でソフトキャプチャメカニズム（SCM）を受けた。SCMは、加圧されていないドッキングを目的としており、オリオンドッキングミッションの可能性を確保するためにLIDSインターフェースを使用していた。ドッキングリングはハッブルの後部隔壁に取り付けられており、それは、ハッブルの耐用年数経過後に安全に軌道を外すために使用されるかも知れない。

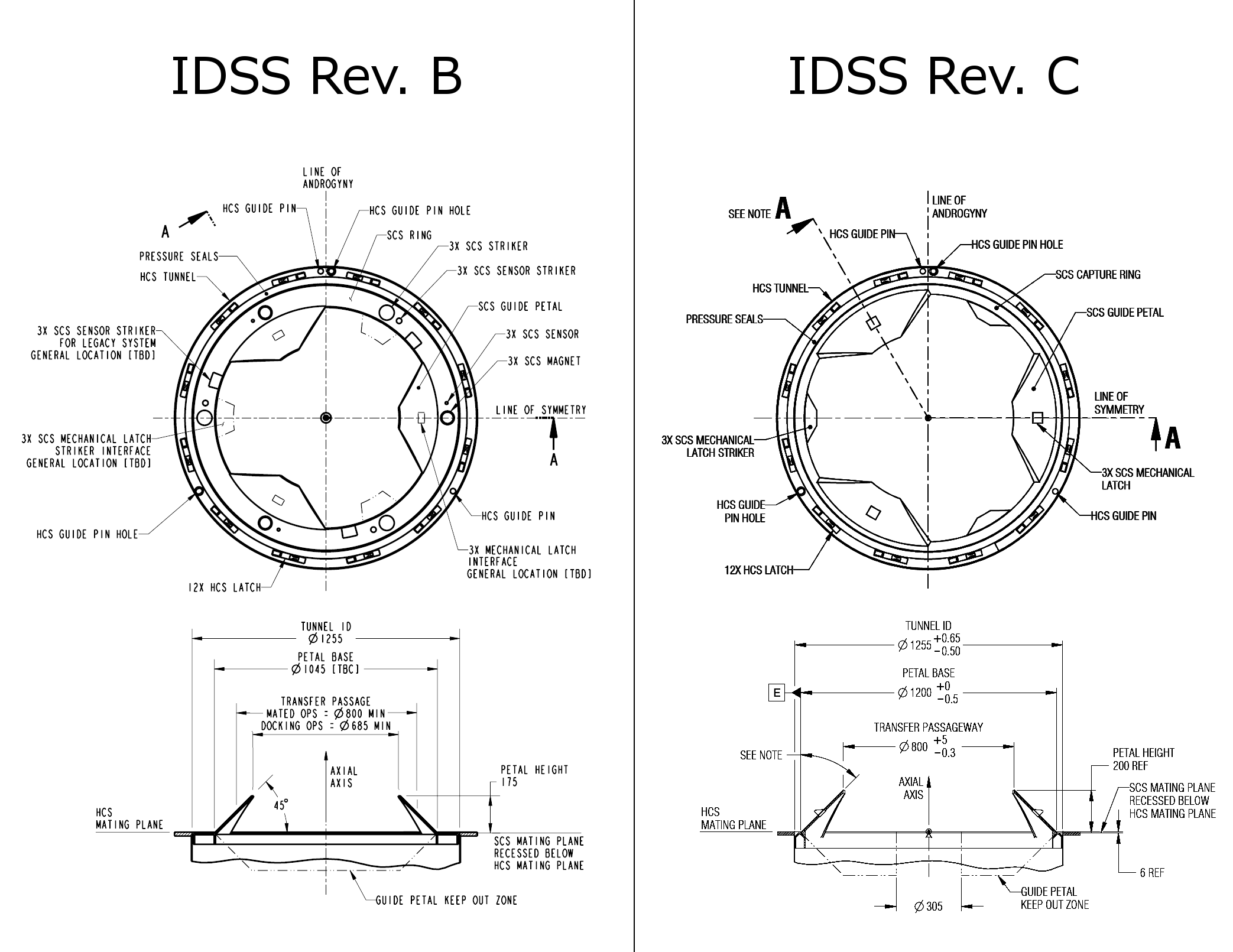
IDSSリビジョンbからcへの設計変更を示す図面

2010年2月、LIDSプログラムはIDSSに準拠するように変更され、国際的な低衝撃ドッキングシステム（iLIDS）または単にNASAドッキングシステム（NDS）として知られるようになった。2011年5月に、NDSの重要な設計レビューが完了し、認定は2013年後半までに完了する予定である。
2012年4月、NASAは、より複雑でないドッキングシステムをNASAドッキングシステムとして使用できるかどうかを判断するための研究資金を提供した。当時計画されていた設計と比較したシステム。ボーイングの提案は、軌道スペースプレーン計画（OSP）プログラムのために2003年に最初に考案された設計であるソフトインパクトメイティングおよび減衰コンセプト（SIMAC）であった。
2012年11月にリークされたNASAの内部メモには、以前の設計を置き換えるためにSIMACが選択され、NASAドッキングシステムの作業の大部分がNASAJSCからボーイングに移されると記載されていた。2014年8月、ボーイングは、再設計されたNDSの重要な設計レビューが完了したことを発表した。この変更に続いて、IDSSが（リビジョンDに）変更されたため、NASAドッキングシステムの新しい設計は引き続き標準と互換性がある  。
IDA-1は、2015年6月ペイロードの一部であったスペースX CRS-7は、ファルコン9ロケットが上昇中に爆発した時に消失した。
IDA-2はスペースXCRS-9で発射され、2016年8月19日にISSの2番目の与圧結合アダプター（PMA-2）に取り付けらた。クルードラゴン・デモ-1は、2019年3月2日にISSにドッキングした最初の宇宙船であった。
IDA-3は、2019年7月にスペースXCRS-18 IDA-3は、迅速に製造するために主にスペアパーツで構成されている。 2019年8月21日の船外活動中にPMA-3に取り付けられ接続された。